# Міхал Ковач
Мі́хал Ко́вач (словац. Michal Kováč; 5 серпня 1930, Любиша, Чехословацька республіка — 5 жовтня 2016, Братислава, Словаччина) — словацький політичний і державний діяч, перший президент Словаччини з 2 березня 1993 до 2 березня 1998 року, останній голова Федеральних зборів Чехословаччини з 25 червня по 31 грудня 1992 року.

## Життєпис
Міхал Ковач закінчив Братиславський університет економіки і працював у Державному Чехословацькій банку та інших банках, в 1960-ті роки — в Лондоні та на Кубі. 
Під час і після оксамитової революції з 12 грудня 1989 до 17 травня 1991 був міністром фінансів Словацької республіки. На початку 1991 він став одним із засновників і віце-головою партії Рух за демократичну Словаччину. 
Ще у 1990 будучи обраний депутатом Федеральних зборів Чехословаччини, він 25 червня 1992 став її останнім головою і зіграв важливу роль у розпуск Чехословаччини.
У лютому 1993 Національна рада Словаччини обрала Ковача, кандидата від РЗДС, колишньої найбільшої парламентської сили, першим президентом Словаччини. Досить швидко Ковач став різко критикувати політику свого однопартійця прем'єр-міністра Владимира Мечіара і взяв діяльну участь у створенні на початку 1994 уряду Йозефа Моравчика, протримався тільки до виборів восени того ж року. У підсумку в 1995 Ковач був офіційно виключений з РЗДС. Завершення його повноважень у 1998 викликало політичну кризу, яка тривала більше року, викликана нездатністю парламенту обрати президента, яка закінчилася проведенням в 1999 перших прямих президентських виборів, що закінчилися перемогою Рудольфа Шустера, на яких Ковач зняв свою кандидатуру перед самим голосуванням, і отримав близько 5000 голосів. Після цих подій він припинив діяльну участь у політичному житті.